# Cota Coca
Cota Coca – ruiny inkaskiego miasta z XVI w., położonego na wysokości 1850 m n.p.m. w regionie Vilcabamba w Andach peruwiańskich. 
Miasto jest obecnie niemal całkowicie zarośnięte dżunglą i dostępne dla ludzi tylko z jednej strony. Według odkrywców, Cota Coca jest osiedlem późnoinkaskim, założonym po roku 1532 w trakcie ucieczki przed hiszpańskimi konkwistadorami i zamieszkanym jedynie przez kilkadziesiąt lat. Odkryto w nim co najmniej 30 kamiennych budowli zgrupowanych wokół centralnego placu i kallanka – dużego, ponad 20-metrowego domu narad, pozostałości kanału i dwóch kamiennych zagród dla lam. Badacze sądzą, że Inkowie mogli w Cota Coca chronić się przed Hiszpanami nawet przez kilka dziesięcioleci, być może aż do ostatecznej kapitulacji w roku 1572.
Odkryte w 2002 roku przez wyprawę brytyjskiego Królewskiego Towarzystwa Geograficznego pod kierunkiem amerykańskiego archeologa Gary Zieglera i brytyjskiego pisarza Hugh Thomsona. Przed erozją zbocza doliny miasto mogło być połączone inkaską drogą z innym ważnym ośrodkiem Inków – Choquequirao. Nazwa miasta, w języku keczua oznaczająca drzewo koki, pochodzi co najmniej z XIX w. i była nazwą okolicy, w której prawdopodobnie uprawiano tę cenioną przez Inków roślinę.